# Los Sims 4 Stars Wars: Viaje a Batuu
Los Sims 4 Stars Wars: Viaje a Batuu —en inglés: The Sims 4: Star Wars: Journey to Batuu— es el noveno paquete de contenido del juego de computadora, Los Sims 4. Fue lanzado el 8 de septiembre de 2020 en la plataforma digital Origin, así como en Steam y para PlayStation 4 y Xbox One.
El paquete es una colaboración entre Los Sims 4 y la franquicia de ciencia ficción Star Wars, lo que permite al sim ingresar al universo de Star Wars, específicamente a Batuu. Debe unirse a una de las facciones y llevar a cabo diferentes misiones.
El anuncio del pack estuvo acompañado de reacciones negativas por parte de los fanáticos de Los Sims 4, quienes acusaron a EA Games de ignorar las peticiones de la audiencia. Las reseñas por parte de críticos fueron mixtas. Los críticos han notado que el paquete es muy específico, separado del juego original en sí. Han elogiado al nuevo mundo ser tan detallista, pero lo compararon con un paquete grande, con poca o ninguna oportunidad de vivir allí e interactuar con el espacio y sus habitantes. Los críticos elogiaron el set por sus variadas misiones, pero también señalaron una serie de problemas, como la repetitividad de las misiones o problemas con las necesidades decrecientes del personaje.

## Jugabilidad
El DLC permite a un sim controlado por el jugador viajar al planeta Batuu desde el universo de Star Wars durante el período de tiempo de la última trilogía. En el asentamiento local, puesto de avanzada de la Aguja Negra, vive una gran variedad de razas extraterrestres, además de sims humanos: Twi'leks, Abedonians, Bithi, Mirialane, Zabraki, Weequay y Droids. Batuu no es un mundo residencial, sino un sitio técnicamente enorme para visitar, pero hay una base residencial que le permite satisfacer las necesidades básicas y permanecer indefinidamente. El puesto de avanzada al comienzo del juego sufre la opresión de la «Primera Orden», el sucesor del Imperio Galáctico, que incluye a los sith, representantes del Ejército Imperial, incluidas las tropas de asalto. Son opositores de la organización rebelde «Resistencia», que también incluye a los jedi. En la ciudad también se encuentran los «Canallas», un grupo criminal local. Cada una de las tres facciones desean obtener el control total de la ciudad.
El sim, que llegó al puesto de avanzada, debe completar varias tareas para recibir créditos, la moneda local. La forma más fácil es trabajar en las inmediaciones y entregar la chatarra. También puede unirse a una de las dos facciones en conflicto: «Primera Orden» o «Resistencia». Realizar misiones para una facción disminuirá su influencia sobre la otra. Estar en una facción proporciona acceso a misiones especiales, aunque su naturaleza es diferente: las misiones como parte de la «Primera Orden» están asociadas con patrullar las calles en busca de evidencia de la facción contraria. El personaje comienza a trabajar como un soldado de asalto y dispara a los rebeldes con un desintegrador. Las misiones de la «Resistencia» implican trabajar en secreto y operaciones encubiertas. Entre otras cosas, la participación en una facción y la finalización exitosa de las tareas están asociadas con el desarrollo de la reputación de un personaje. El estatus alto permite conocer personajes famosos de Star Wars, por ejemplo, con Rey, Wee Moradi o Kylo Ren. Las actualizaciones de estado solo funcionan para la facción a la que se ha unido el personaje. Automáticamente se convierte en enemigo del bando opuesto. La facción de contrabandistas locales «Canallas» es neutral, y el personaje siempre puede cooperar con ellos y completar sus tareas para ganar créditos adicionales. El personaje juega un papel clave en la victoria de una de las facciones. Además de las misiones principales asociadas con una de las tres facciones, el jugador puede realizar misiones secundarias.
El juego presenta batallas con sables de luz, que se pueden ensamblar y fabricar para luego participar en duelos. Entre otras cosas, los créditos permite comprar un droide personal, que puede actuar como asistente en misiones, también se puede llevar a los otros mundos. La expansión también tiene transporte como naves espaciales, entre las cuales, por ejemplo, está el Halcón Milenario. Viaje a Batuu también agrega una colección de disfraces temáticos, decoraciones y elementos que el jugador puede colocar en áreas residenciales o públicas en otros mundos Los Sims 4.

## Desarrollo
El juego fue creado como parte de una colaboración entre el equipo de desarrollo de Los Sims, Lucasfilm y Disney. Al mismo tiempo, Viaje a Batuu no es la primera expansión de la franquicia, creada en colaboración con otras marcas. Por ejemplo, en 2007, Maxis lanzó un paquete de accesorios llamado Los Sims 2: H&M moda, en asociación con la casa de moda H&M. Inicialmente, Electronic Arts adquirió los derechos exclusivos para lanzar juegos de Star Wars, y Los Sims 4 en sí, junto con varias actualizaciones gratuitas a lo largo de los años como colecciones de ropa y artículos temáticos de Star Wars.

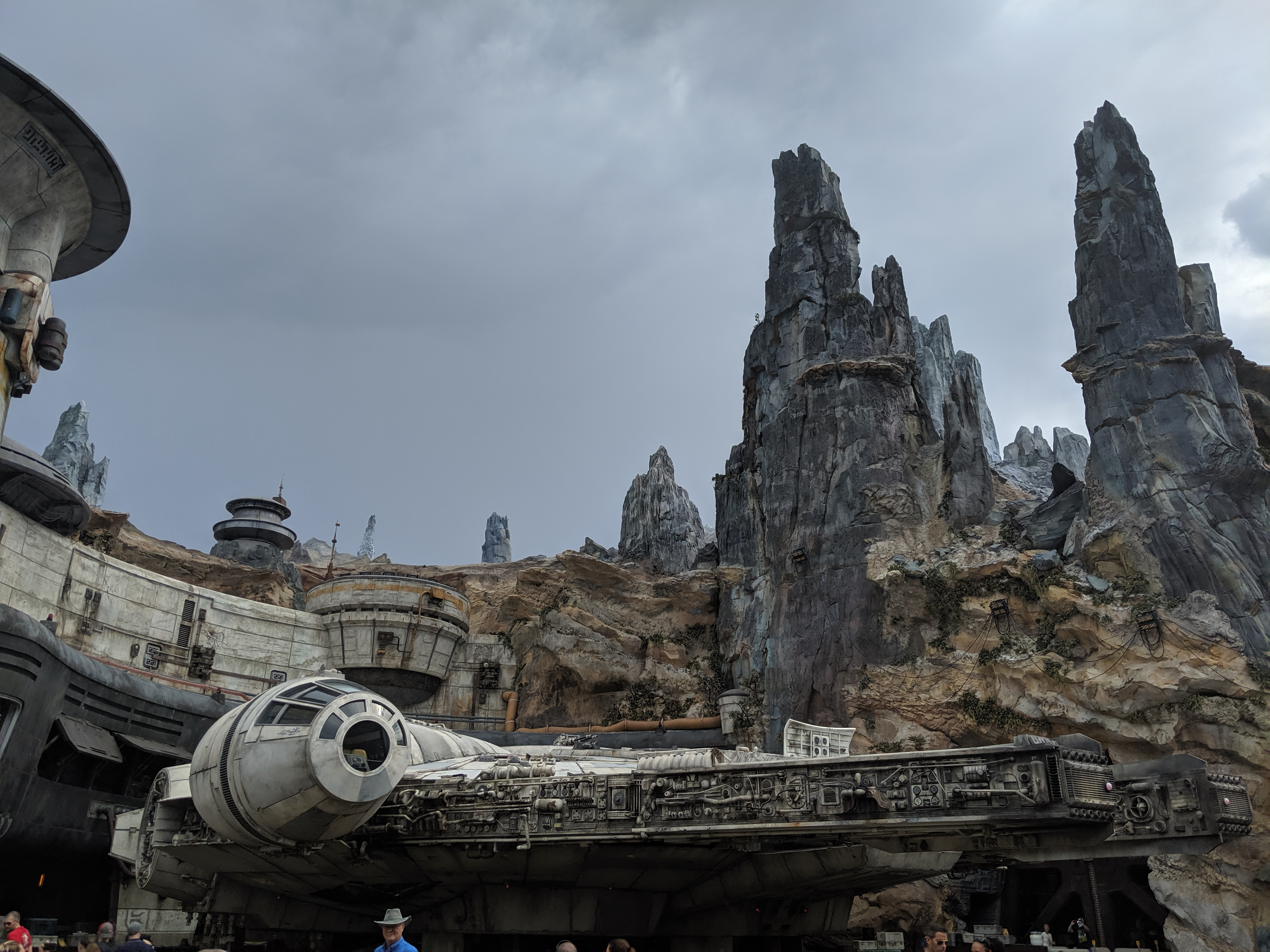
El mundo del juego fue creado a imagen y semejanza del parque temático en Disneyland.

Los desarrolladores explicaron la decisión de crear algo relacionado con Star Wars por el hecho de que muchos miembros del equipo son fanáticos de la franquicia y, en general, por su extrema popularidad. Lyndsay Pearson, directora general de Los Sims, admitió personalmente que vio las películas cuando era niña. Antonio Romeo, uno de los desarrolladores, notó que hay muchos fanáticos de Star Wars entre los jugadores de Los Sims. Los desarrolladores también señalaron que les gustaba la idea de transferir la experiencia de un juego no lineal con la posibilidad de la autoexpresión a un universo dado. Douglas Riley, vicepresidente de Lucasfilm Games, también compartió la misma opinión y señaló que Viaje a Batuu fue creado también para atraer a los fieles fanáticos de Star Wars a la franquicia de Los Sims.
Al crear el DLC, los desarrolladores de Maxis trabajaron estrechamente con los empleados de Lucasfilm Studio al escribir el guion para diferentes misiones. Las historias fueron creadas con un giro irónico. Disney Parks también proporcionó diversos materiales a los desarrolladores. La ciudad de Batuu es en realidad una copia digital detallada del parque temático Star Wars: Galaxy's Edge, que se ubica en Disneyland, Disneyland Resort. El juego es parte de una extensa campaña promocional del parque temático, que, a partir de 2019, lanzó una serie de mercancías. La protagonista de estas campañas es Vi Moradi, que también juega un papel clave en la historia de Los Sims 4 y está presente en el póster. Antes de comenzar a trabajar en la ciudad ficticia, un equipo de artistas y diseñadores pasó tres días estudiando el parque temático, sus detalles, los paisajes rocosos y las reacciones de los visitantes a áreas particulares del parque. Los desarrolladores querían crear un sitio auténtico y concluyeron que copiar el Galaxy's Edge Park sería lo indicado. Entre otras cosas, los desarrolladores estudiaron los efectos de sonido dentro del parque, para transmitirlos con la mayor precisión posible en el juego. Muchos easter eggs también se añadieron al juego.
Viaje a Batuu es el segundo pack con una historia por descubrir, el primero fue el juego StrangerVille en 2019. Los desarrolladores notaron que a muchos jugadores les gustaba el juego y la idea de seguir una historia, por lo que los desarrolladores planeaban crear otro paquete similar, y su elección recayó en el universo de Star Wars. Mucho antes del anuncio del DLC, los desarrolladores expresaron su deseo de añadir más elementos modernos al juego, incluyendo la televisión moderna y los medios de comunicación. La mecánica de reputación es similar a la mecánica de estatus de celebridad en la expansión ¡Rumbo a la fama!, donde la escala de reputación mala/impoluta ha sido reemplazada por la escala de lealtad para la Orden o la Resistencia. Una mayor lealtad hacia uno de los bandos aumenta de forma predeterminada la hostilidad hacia el otro y afecta la forma en que los Sims de otras facciones reaccionan ante el personaje controlado. La participación en una de las facciones también está asociada con una jugabilidad única. Por ejemplo, como parte de la Resistencia, el jugador debe actuar en secreto, participar en actividades de espionaje y subversivas, trabajar para la Primera Orden significa patrullar, rastrear y arrestar a los oponentes. Trabajar para los Canallas requiere reunir suministros, contratar miembros de la tripulación y realizar robos.
Era importante para los desarrolladores, entre otras cosas, integrar el paquete con la jugabilidad diaria de Los Sims 4. Antonio Romeo, uno de los desarrolladores, comentó: «¿Quién no quiere pelear con sables de luz con sus compañeros de habitación para decidir ¿Quién lavará los platos esta noche?». Los creadores también notaron que Viaje a Batuu fue el primer juego basado en Star Wars que le dio al jugador tanta libertad de elección.

## Lanzamiento
El lanzamiento de este paquete se había anunciado a principios de 2020. Al mismo tiempo, los desarrolladores incluso insinuaron que el tema del pack estaría relacionado con «algo con lo que la franquicia nunca había trabajado». En aquel entonces, había rumores de que se suponía que el tema de la expansión estaba relacionado con viajes en el tiempo/ciencia ficción, un tema erótico o incluso un casino. Inclusive antes del anuncio oficial, a principios de agosto, se filtró el diseño del ícono para el juego. Después de eso, la comunidad asumió que se trataba de un puesto de esquí o un mundo extraño. También ha habido teorías de que la insignia representa el mundo de Star Wars, el planeta Batuu o Atlantis.
El anuncio oficial del juego tuvo lugar en la transmisión de Gamescom, que se transmitió por primera vez en formato digital debido a la pandemia de COVID-19. Al mismo tiempo, se anunció otros dos de EA Games, creados en base a los universos de Star Wars. La fecha de programada del lanzamiento fue el 8 de septiembre de 2020 en las plataformas digitales Origin, Steam y Xbox One y PlayStation 4. El 29 de agosto, las reservas para Xbox y PlayStation estuvieron disponibles en Amazon, incluido con el juego base. Los editores de Gamereactor nombraron Viaje a Batuu como la mayor sorpresa del evento.
El juego se lanzó el 8 de septiembre de 2020 para Windows, Mac y PlayStation 4 y Xbox One.

## Controversia
El anuncio estuvo acompañado por la indignación masiva de la comunidad de Los Sims 4. El número de «no me gusta» del tráiler en YouTube duplicó el número de «me gusta», lo que convirtió al tráiler en el peor calificado de la franquicia de Los Sims. La naturaleza de los comentarios se reducía al hecho de que el pack no reflejaba las necesidades de la audiencia del juego, no agregaba contenido solicitado por los jugadores y parecía ajeno, separado del juego principal. Al mismo tiempo, algunos de los jugadores indignados eran fanáticos de Star Wars, pero no estaban interesados en verlo en Los Sims 4, pero que les interesaría un juego independiente como Los Sims medieval. En Internet, entre otras cosas, hubo planes de boicotear la expansión. La negativa reacción de sus jugadores ha sido el origen de una serie de memes y bromas. La reacción fue tan negativa que algunos jugadores, a los que le había gustado la expansión, se quejaron de que tenían miedo de expresar su opinión.
Los editores de Digital Spy señalaron por separado que si el crossover con Star Wars no sorprendió a nadie en Fortnite, entonces el universo de la franquicia de Los Sims resultó ser original, y la decepción probablemente se debió a la decisión de los desarrolladores de agregar el material de otras personas en lugar de ofrecer un mundo de ciencia ficción de su propio universo. Los editores también mencionaron una antigua encuesta sobre qué características les gustaría ver más o menos a los jugadores en Los Sims 4, con Star Wars en el último lugar. Algunos editores calificaron el lanzamiento de Viaje a Batuu como el resultado del intento de EA Games de exprimir al máximo los ingresos de las ventas exclusivas de juegos en los universos de Star Wars y prueba de cuán desconectado está de la comunidad Sims e irrespetuoso con las necesidades de EA.
Algunos de los editores salieron en defensa del juego. Por ejemplo, un escritor de Thesixthaxis advirtió a los desarrolladores que no trataran el juego como propiedad colectiva y que tuvieran en cuenta que los jugadores podrían estar interesados en diferentes cosas. The Gamer también reprendió al público por ser tóxico y señaló que incluso si Viaje a Batuu no atrae a la mayoría de los fanáticos de Los Sims, tiene el potencial de atraer a nuevos fanáticos de Star Wars, ya que todos los juegos disponibles en este universo limitaban al jugador a una historia lineal.
Después del lanzamiento, se llamó la atención de los medios sobre el hecho de que los personajes jugables no pueden tener una relación sentimental con personajes clave de Batuu como Wee Moradi, Hondo Ohnaka, Rey o Kylo Ren, incluido el hecho de que el juego hace que sea imposible que estos personajes desarrollen relaciones, a pesar de la popularidad de Rey y Kylo entre los fanáticos de Star Wars. Aunque los desarrolladores no dieron una respuesta con respecto a las restricciones anteriores, la comunidad de jugadores asumió que la administración de Disney impuso la prohibición. Los jugadores comenzaron a buscar formas de eludir las restricciones y trabajar en modificaciones.

## Banda sonora
Los NPC de Rey y Kylo tienen voces únicas que no están disponibles en el editor de sims. Por ejemplo, los jugadores calificaron el habla de Rey como una mezcla de Simlish y acento británico. Sin embargo, si estos personajes se agregan a la familia a través de trucos, sus voces desaparecerán durante algunas interacciones debido a un conjunto más limitado de voces.
Se han agregado varias canciones a Los Sims 4 con el paquete, disponibles en Radio Batuu y DJ R-3X.
| N.º | Título                           | Artista                         | Duración |  |
| 1.  | «Blue Milke Surprise»            | Adam Gubman, Matthew Wood       | 2:12     |  |
| 2.  | «Batuu Boogie»                   | Chaka Mater Laka                | 2:39     |  |
| 3.  | «Huttuk Cheeka»                  | Elem Zadouz                     | 2:20     |  |
| 4.  | «Modal Notes»                    | Figrin D'an and the Modal Nodes | 2:44     |  |
| 5.  | «Doshka»                         | Mus Kat & Nalpak                | 2:56     |  |
| 6.  | «Til the Spire»                  | Ori Kaplan, Tamir Muskat        | 2:45     |  |
| 7.  | «Ti Lo Laka»                     | Beckerman Green, Douek          | 2:10     |  |
| 8.  | «Galma»                          | Gai Maizig                      | 1:58     |  |
| 9.  | «Marketplace»                    | Harlan Hodges                   | 2:44     |  |
| 10. | «Finale»                         | John Williams                   | 2:26     |  |
| 11. | «Kylo Ren Arrives at the Battle» | John Williams                   | 0:40     |  |
| 12. | «March of the Resistance»        | John Williams                   | 0:32     |  |
| 13. | «Rey's Theme»                    | John Williams                   | 1:17     |  |
| 14. | «Star Wars Main Theme»           | John Williams                   | 0:49     |  |
| 15. | «Who Are You?»                   | John Williams                   | 2:05     |  |
| 16. | «Victory on Ryloth»              | Kevin Kiner                     | 2:35     |  |
| 17. | «Mischievous»                    | Randy Kerber                    | 3:21     |  |
| 18. | «Marketplace Hora»               | Randy Kerber                    | 3:09     |  |

## Recepción
En general, el juego obtuvo críticas mixtas. La puntuación media según Metacritic fue de 70 sobre 100 puntos. Algunos críticos han dado reseñas muy favorables, con Holly Hudspeth de Gaming Trend llamando a Viaje a Batuu exactamente lo que Los Sims 4 ha estado necesitando desesperadamente durante mucho tiempo. También señaló que el juego hará que el jugador se enamore o decepcione. Simone Rampazzi de The Games Machine describió el mundo como hecho con pasión por la franquicia mundialmente famosa. Marco Esposto, crítico de IGN, admitió que el paquete fue creado específicamente para los fanáticos de Star Wars y definitivamente los volverá locos, pero los jugadores que no conocen este universo también encontrarán muchas cosas interesantes por sí mismos. Un crítico de Digital Dpy, por el contrario, advirtió que muchas cosas serían completamente incomprensibles para un jugador que no está familiarizado con la franquicia.
El resto de los críticos dejaron comentarios neutrales o negativos. Por ejemplo, un crítico de Eurogamer señaló que la esencia del juego es más cercano a Los Sims 3: trotamundos. «Viaje a Batuu es en todos los sentidos un lugar diseñado para ser un destino turístico que puedes visitar en cualquier momento, pero también del que puedes escapar rápidamente sin ningún remordimiento después de haber probado todo lo que te propone». Anna Koselke, una crítica, elogió el paquete como un intermedio entre un simulador de vida y un juego de rol inmersivo. Por separado, la crítica señaló que los jugadores familiarizados con la banda sonora de Star Wars definitivamente apreciarán las melodías presentadas.